# Leïla Aouchal
Leïla Aouchal, née le 13 juillet 1936 à Caen et morte le 21 avril 2013 à Gonesse,, est une écrivaine franco-algérienne.

## Biographie

### Jeunesse et formation
Leïla Aouchal est née en 1936 dans une famille française de la classe moyenne à Caen (Calvados). À l'âge de 19 ans, elle épouse un immigré algérien et s’installe avec lui en Algérie. Après l'indépendance du pays en 1962, Aouchal devient citoyenne algérienne.
En dépit de son éducation catholique romaine, elle s'algérianise progressivement ; elle commence à lire le Coran, se convertit à l'islam et évite les fêtes chrétiennes en Algérie.

## Travaux
En 1970, Aouchal publie Une autre vie, un récit autobiographique de son expérience d'intégration dans la société algérienne en pleine guerre civile,. Il s'agirait de son seul ouvrage.
En dépit de sa brève carrière, elle est citée dans la première génération d'écrivaines algériennes parlant le français (aux côtés de Fadhma Aït Mansour et Taos Amrouche). Ces écrivaines, nées entre 1882 et 1928, ont publié leurs textes entre 1960 et 1980. Les thèmes communs sont la « découverte de soi » des auteurs et l'évolution de la condition féminine pendant la guerre d'Algérie.